# سحلية دودية مثقبة
سحلية دودية مثقبة (الاسم العلمي: Amphisbaena fenestrata) (بالإنجليزية: Virgin Islands worm lizard)‏ هي نوع من الزواحف تتبع جنس السحلية الدودية من فصيلة السحالي الدودية.